# Вільнянка (Пологівський район)
Вільня́нка — село в Україні, у Преображенській сільській громаді Пологівського району Запорізької області. Населення становить 232 осіб (2001).

## Географія
Село Вільнянка розташоване за 65 км від обласного центра, 69 км від районного центра та 32 км від міста Оріхова. Найближчі села: Сонячне (1 км) та Василівське (2 км). Селом тече пересихаючий струмок з загатою.

## Історія
Село Вільнянка засноване у 1810 році колишніми запорозькими козаками.
27 серпня 2015 року, в ході децентралізації, село увійшло до складу Преображенської сільської громади.
19 липня 2020 року, в результаті адміністративно-територіальної реформи та ліквідації Оріхівського району, село увійшло до складу новоутвореного Пологівського району.

## Населення

### Мова
Розподіл населення за рідною мовою за даними перепису 2001 року:
| Мова       | Кількість | Відсоток |
| ---------- | --------- | -------- |
| українська | 219       | 94.4%    |
| російська  | 13        | 5.6%     |
| Усього     | 232       | 100%     |

## Пам'ятки
- Братська могила 4-х радянських воїнів.
- Меморіал воїнам-односельцям.